# Softphone.Pro
Softphone.Pro es una aplicación de softphone para plataformas Windows y macOS que se puede utilizar con cualquier operador de VoIP. Diseñado para su uso en centros de llamadas y para manejar un gran volumen de llamadas telefónicas.
Softphone.Pro utiliza el protocolo SIP para la señalización. Las llamadas sólo se pueden realizar a través de un servidor SIP dedicado, no se admiten las llamadas p2p entre usuarios sin la participación del servidor. Los flujos de medios se transmiten mediante RTP y se pueden cifrar con SRTP y ZRTP.

## Descripción
En 2017, Vedisoft lanzó la primera versión de Softphone.Pro con soporte de 1 línea y capacidades de integración. Pronto se agregaron al softphone el registro de llamadas y la capacidad de integrarse con otros servicios de aplicaciones.
En 2018, se lanzó una versión para macOS y la interfaz se tradujo a 3 idiomas: inglés, español y portugués.
En 2019, se lanzó la tercera versión con soporte para múltiples llamadas y conferencias simultáneas. También se han agregado integraciones con todos los sistemas populares de Western CRM y Helpdesk, soporte para auriculares profesionales Jabra y Plantronics.

## Característica
Protocolos: SIP, STUN, ICE, TURN. Cifrado: TLS, SRTP.
Funciones clave: llamadas de voz, traducciones rápidas y de asesoramiento, conferencia de llamadas, estado de suscriptor (BLF), grabación de llamadas, clic para llamar, tarjeta de cliente, reproducción de un mensaje grabado, respuesta automática a los mensajes entrantes, modo de post procesamiento, estados personalizados, XML de directorio telefónico compartido, sincronización con contactos de Google, aprovisionamiento remoto, panel e informes en línea.
La versión 4.3 admite videoconferencia de 6 participantes. También en Softphone.Pro, las estadísticas de llamadas en línea están disponibles, incluidos varios gráficos e informes, registros de llamadas, con la capacidad de escuchar conversaciones.
Softphone.Pro es utilizado por centros de llamadas en 45 países de todo el mundo. La interfaz de la aplicación está disponible en 9 idiomas: ruso, inglés, español, portugués, alemán, polaco, danés, holandés, rumano.